# Sakor Rodet
Sakor Rodet (geb. 3. September 1967) ist ein ehemaliger tschadischer Judoka.

## Sport
Er trat bei den Olympischen Sommerspielen 1992 in Barcelona im Halbleichtgewicht an, wo er auf Rang 36 kam. Er verlor in der ersten Runde gegen Jorge Steffano aus Uruguay.